# Menominee County (Michigan)
Menominee County is een county in de Amerikaanse staat Michigan.
De county heeft een landoppervlakte van 2.703 km² en telt 25.326 inwoners (volkstelling 2000). De hoofdplaats is Menominee.

## Bevolkingsontwikkeling

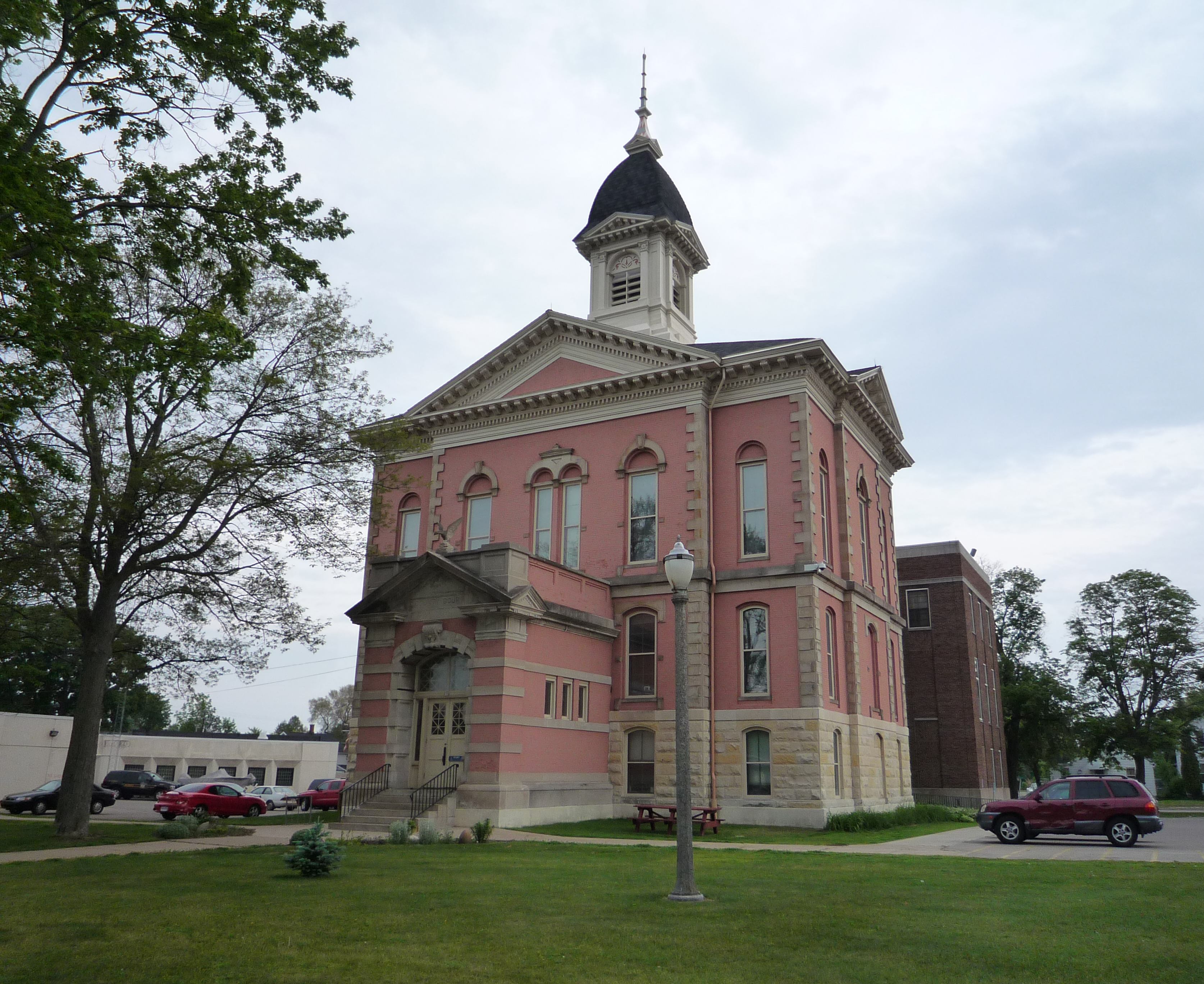
Menominee County Courthouse